# Unión de Tabiqueros del Río Grande de Morelia
Unión de Tabiqueros del Río Grande de Morelia är en ort i Mexiko.   Den ligger i kommunen Morelia och delstaten Michoacán de Ocampo, i den södra delen av landet, 220 km väster om huvudstaden Mexico City. Unión de Tabiqueros del Río Grande de Morelia ligger 1 891 meter över havet och antalet invånare är 678.
Terrängen runt Unión de Tabiqueros del Río Grande de Morelia är kuperad åt sydväst, men åt nordost är den platt. Unión de Tabiqueros del Río Grande de Morelia ligger nere i en dal. Runt Unión de Tabiqueros del Río Grande de Morelia är det tätbefolkat, med 493 invånare per kvadratkilometer. Närmaste större samhälle är Morelia, 6,9 km öster om Unión de Tabiqueros del Río Grande de Morelia. Runt Unión de Tabiqueros del Río Grande de Morelia är det i huvudsak tätbebyggt.